# Joaquim Gomes
Joaquim Gomes este un oraș în statul Alagoas (AL) din Brazilia.